# Martin Sklenár
Martin Sklenár (ur. 15 lipca 1980) – słowacki politolog, urzędnik państwowy i dyplomata, w 2023 minister obrony.

## Życiorys
Absolwent stosunków międzynarodowych i dyplomacji na Uniwersytecie Mateja Bela w Bańskiej Bystrzycy. W 2003 został urzędnikiem ministerstwa obrony. Od 2006 do 2009 był radcą w stałym przedstawicielstwie Słowacji przy NATO oraz UE, a w 2010 urzędnikiem ds. politycznych przy misji ONZ w Kosowie. W latach 2011–2013 i 2017–2020 pełnił funkcję dyrektora departamentu polityki bezpieczeństwa w ministerstwie spraw zagranicznych. Od 2014 do 2017 kierował sekcją polityczną w ambasadzie Słowacji w Waszyngtonie. W 2020 mianowany dyrektorem generalnym sekcji polityki obronnej w resorcie obrony.
W maju 2023 powołany na urząd ministra obrony w technicznym rządzie Ľudovíta Ódora. Funkcję tę pełnił do października tego samego roku.